# Eduardo Saverin
Eduardo Luiz Saverin (São Paulo, 19 de marzo de 1982) es un empresario brasileño. Participó en la creación la red social Facebook, de la cual posee el 5%. Saverin renunció a su ciudadanía estadounidense en septiembre de 2011, por lo tanto, evitó un impuesto estimado de $ 700 millones en ganancias de capital; esto generó cierta atención de los medios y controversia. Saverin declaró que renunció a su ciudadanía por su "interés en trabajar y vivir en Singapur", donde ha estado desde 2009, y negó que haya abandonado los Estados Unidos para evitar pagar impuestos. 

## Biografía
Aunque nació en Brasil, creció en Miami, Florida, con un padre rumano de origen judío que se dedicaba tanto a las exportaciones como a la propiedad inmobiliaria. Acudió a la Gulliver Institute, en Miami; luego ingresó en la Universidad de Harvard, donde participó en el Phoenix S.K. Club. Asimismo, presidió la Harvard Investment Association. En 2006, se graduó con un grado de Bachelor of Arts en Economía.
En mayo de 2012 se supo que en septiembre del año anterior había presentado su renuncia a la ciudadanía estadounidense y que su plan era permanecer como residente de Singapur por tiempo indefinido.

## Trayectoria

### Facebook
Saverin conoció a Mark Zuckerberg durante su primer año de universidad. Más tarde, juntos fundaron la red social Facebook asumiendo los roles de director de finanzas y gerente de negocios. Mientras se encontraba en Nueva York y debido a diferencias de opinión y conflictos internos con Zuckerberg, Saverin se alejó de lo que en ese momento se llamaba «Thefacebook», una pujante empresa con sede en Silicon Valley. 
El 15 de mayo de 2012, obtuvo y lanzó un correo electrónico exclusivo de Zuckerberg que detalla cómo la participación de Saverin en Facebook fue reducida. Facebook presentó una demanda contra Saverin, argumentando que los acuerdos de compra de acciones que Saverin firmó en octubre de 2005 no eran válidos. Saverin luego presentó una demanda contra Zuckerberg, alegando que Zuckerberg gastó el dinero de Facebook (dinero de Saverin) en gastos personales durante el verano. En 2009, ambas demandas se resolvieron fuera de los tribunales. Los términos del acuerdo no fueron revelados y la compañía afirmó el título de Saverin como cofundador de Facebook. Saverin firmó un  contrato de confidencialidad después del acuerdo.
Después de que inversores externos —Peter Thiel, cofundador de PayPal, y Sean Parker, cocreador de Napster— tomaran participación e influencia dentro del negocio y apoyaran a Zuckerberg como director ejecutivo, el rol de Saverin se vio limitado y su influencia se evaporó. Saverin demandó a Facebook y a Zuckerberg en abril de 2005, después de que este redujera la participación de Saverin de un 34% a un 0,03%. Saverin ganó el litigio, concediéndole el tribunal un 7% de propiedad y el derecho a ser mencionado como cofundador de Facebook.

### Después de Facebook
En 2016, el fondo de Saverin "B Capital" cerró acuerdos iniciales de más de 140 millones de dólares en Asia, incluyendo 30 millones de dólares en la puesta en marcha de la logística regional Ninja Van.

## Menciones en el cine
En la película del año 2010, The social network, Eduardo Saverin es interpretado por Andrew Garfield. El filme describe su relación con Mark Zuckerberg (Jesse Eisenberg) desde que crearon Facebook hasta que se enfrentan en un juicio.
En una entrevista con Conspiracy Worldwide Radio, Ben Mezrich, autor del libro Multimillonarios por accidente, sobre el cual se basó la película, habló sobre su relación con Saverin mientras escribía su libro.